# Stanley R. Mullard
Stanley Robert Mullard (* 1. November 1883 in London; † 1. September 1979 in  Haywards Heath) war ein britischer Unternehmer.
Im Jahr 1920 gründete er den Elektronenröhren-Hersteller Mullard in London. 1925 verkaufte er die Hälfte seiner Firmenanteile an Philips, im Jahr 1927 die restliche Anteile. 1930 zog er sich persönlich gänzlich aus der Firma zurück. Danach war er nie mehr in der Elektronikindustrie tätig, beschäftigte sich unter anderem mit der Pflanzenzucht. Er hatte drei Töchter und einen Sohn.